# Rutiderma mollita
Rutiderma mollita är en kräftdjursart. Rutiderma mollita ingår i släktet Rutiderma och familjen Rutidermatidae. Inga underarter finns listade i Catalogue of Life.